# Noam Federman
Noam Federman (nascido em 25 de outubro de 1969 em Jerusalém) é um judeu israelense de direita política em Hebrom e um ex-líder do Partico Kach, o qual esteve envolvido deste que tinha 14 anos de idade. Foi mantido em detenção administrativa por diversas vezes.
Federman apresenta um programa de Internet semanal chamado "Federman Without Censor" ("Federman Sem Censura"). Ele pode ser ouvido na seção hebraica do site web da Jewish Task Force (Força Tarefa Judaica). O JTF financia suas atividades políticas em Israel.

## Biografia
O pai de Noam Federman, David Federman, um lutador Lehi, foi preso pelos britânicos durante o Mandato da Liga das Nações e deportado para a Etiópia por suas ideias nacionalistas judaicas, onde ele dividiu uma cela com Yitzhak Shamir, um futuro primeiro-ministro. Em 2002, seu irmão, Eli Federman, quando em serviço como guarda de segurança do lado de fora de uma discoteca de Telavive, atirou e matou um carro-bomba apenas alguns segundos antes que ele pudesse conduzir o seu veículo para o clube lotado, evitando muitas mortes.
Em 2002, Federman foi acusado de fornecer os explosivos usados na tentativa de explodir uma escola de meninas árabes na Jerusalém Oriental, preso e colocado sob prisão domiciliar por mais de meio ano. Todas as acusações foram retiradas mais tarde, Federman foi absolvido ele processou com sucesso o Estado por detenção ilegal. Ele foi notícia recentemente, após sua casa e fazenda, que ele havia construído sem licença de construção, próximo a Kiryat Arba e Hebrom, foram demolidas no meio da noite.
Em novembro de 2005, o Ministério da Justiça de Israel manifestou a sua intenção de rever a aplicação de Federman para que seja licenciado como um advogado, alegando que uma pessoa com um passado tão rico em perturbar a paz como o seu não pode ser elegível para uma licença. Federman , dirigindo o comentário do ministério para a imprensa, respondeu que estava no padrão com o comportamento restritivo passado dos tribunais e gabinetes dos procuradores em relação a ele que eles iriam agora buscar impedi-lo de adquirir o título que ele trabalhou como um estudante de Direito.
Federman é casado com Elisheva. Eles têm nove filhos.